# Newfolden
La ville de Newfolden est située dans le comté de Marshall, dans l’État du Minnesota, aux États-Unis. Sa population s’élevait à 368 habitants lors du recensement de 2010, estimée à 367 habitants en 2016.

## Source
- (en) Cet article est partiellement ou en totalité issu de l’article de Wikipédia en anglais intitulé « Newfolden, Minnesota » (voir la liste des auteurs).